# 一宮市立丹陽中学校
一宮市立丹陽中学校（いちのみやしりつ たんようちゅうがっこう）は、愛知県一宮市丹陽町三ツ井鬼ヶ島にある公立中学校。

## 概況
2025年7月現在
- 生徒数 - 計825人
- 校長 - 安藤誉
- 職員数 - 65人
- 学級数 - 27（特別支援4学級含む）

## 沿革
- 1947年 - 丹羽郡丹陽村立丹陽中学校として設立
- 1955年 - 一宮市丹陽中学校と改称

## 教育基本目標
- 心身ともに健やかで、思いやりがあり、たくましく生きる人間を育てる。[1]

## 求める生徒像
- 自ら学び、深く考え、行動する生徒【善悪の判断をよく考えて行動する子】
- 礼儀正しく、思いやりのある生徒【思いやりのあるやさしい子】
- 心身を鍛え、生命を大切にする生徒【命を大切にする子】[1]

## 主な卒業生
- 岩田雅之 - 作曲家、編曲家
- 北原里英 - 女優、元NGT48[2]
- 青山直晃 - 鹿児島ユナイテッドFC
- 若松親方- 元幕内　朝乃若